# Шауїнсланд
Шауїнсланд (нім. Schauinsland, досл. «Погляд в країну») — гора в Шварцвальді з висотою 1284 м над рівнем моря, поблизу Фрайбург-ім-Брайсгау, Німеччина . 
Це популярне місце для одноденних поїздок. 
Через великий обсяг видобутку срібла він раніше був відомий як Ерцкастен (нім. Erzkasten, буквально "рудний ящик"); назва "Шауїнсланд" вперше з'явилася в 1347 році. 
Гора розташована приблизно за 10 км на південний схід від центру міста Фрайбург.

## Географія
Вершина Шауїнсланду знаходиться в районі Фрайбург. 
Гора оточена такими містами, як Оберрід, Мюнстерталь, Болльшвайль і Горбен (за годинниковою стрілкою). 
Найближче до вершини село Гофсгрунд. 
Особливо восени, під час температурної інверсії, з вершини Шауїнсланду відкривається гарний краєвид на гори Вогези. 
За гарних погодних умов відкривається вид на значну частину Швейцарських Альп.
З 2003 року в Гольцшлегерматте знаходяться вітрові турбіни. 
Через проблеми збереження (вершина Шауїнсланду є частиною природного заповідника) їх побудували на висоті приблизно 1000 м над рівнем моря, а не на вершині. 
Тому огляд на/з вершини лише трохи обмежений.

## Історія

### Гірнича справа
Понад 700 років в Шауїнсланді видобували срібло, свинець і цинк. 
У середні віки видобуток був дуже продуктивним, настільки, що в XIV столітті кілька підрядників шахти Дізельмуот могли дозволити собі пожертвувати скляні вікна Фрайбурзькому собору. 
Шахтарі жили поруч із шахтами на Шауїнсленді у двох поселеннях, які були покинуті в XVI столітті. 
Отримане срібло продавали і використовували для карбування монет. 
Шахтарські тунелі розташовані на 22 рівнях і мають загальну довжину близько 100 кілометрів. 
На початку XX століття на шахтах Шауїнсланда працювало близько 250 шахтарів. 
Виробництво припинилося в 1954 році через економічну недоцільність.

### Капплерштоллен
Під горою є тунель Капплерштоллен, який сполучає села Каппель і Гофсгрунд. 
Його також називають «акушерським тунелем» через те, що приблизно наприкінці XIX століття акушерки, а також діти Каппеля використовували його як шлях до Гофсгрунда.
Тунель все ще існує, але входи в нього більше не доступні. З 1975 року, Барбараштоллен, реконструйована частина шахти, використовується Федеральним відомством цивільного захисту та надзвичайних ситуацій як сховище для архівних матеріалів Німеччини. 
Тунель є найбільшим довгостроковим архівом Європи.

### Гірничий музей
Дослідницька група Steiber, заснована в 1976 році, розчистила та обстежила кілька старих частин шахти. Частину старої рудної шахти було перетворено на музей, відкритий для публіки з 1997 року. Під час екскурсій відвідувачам показують широкий спектр середньовічних тунелів і шахт з останніх етапів експлуатації шахти.

## Шауїнсландбан

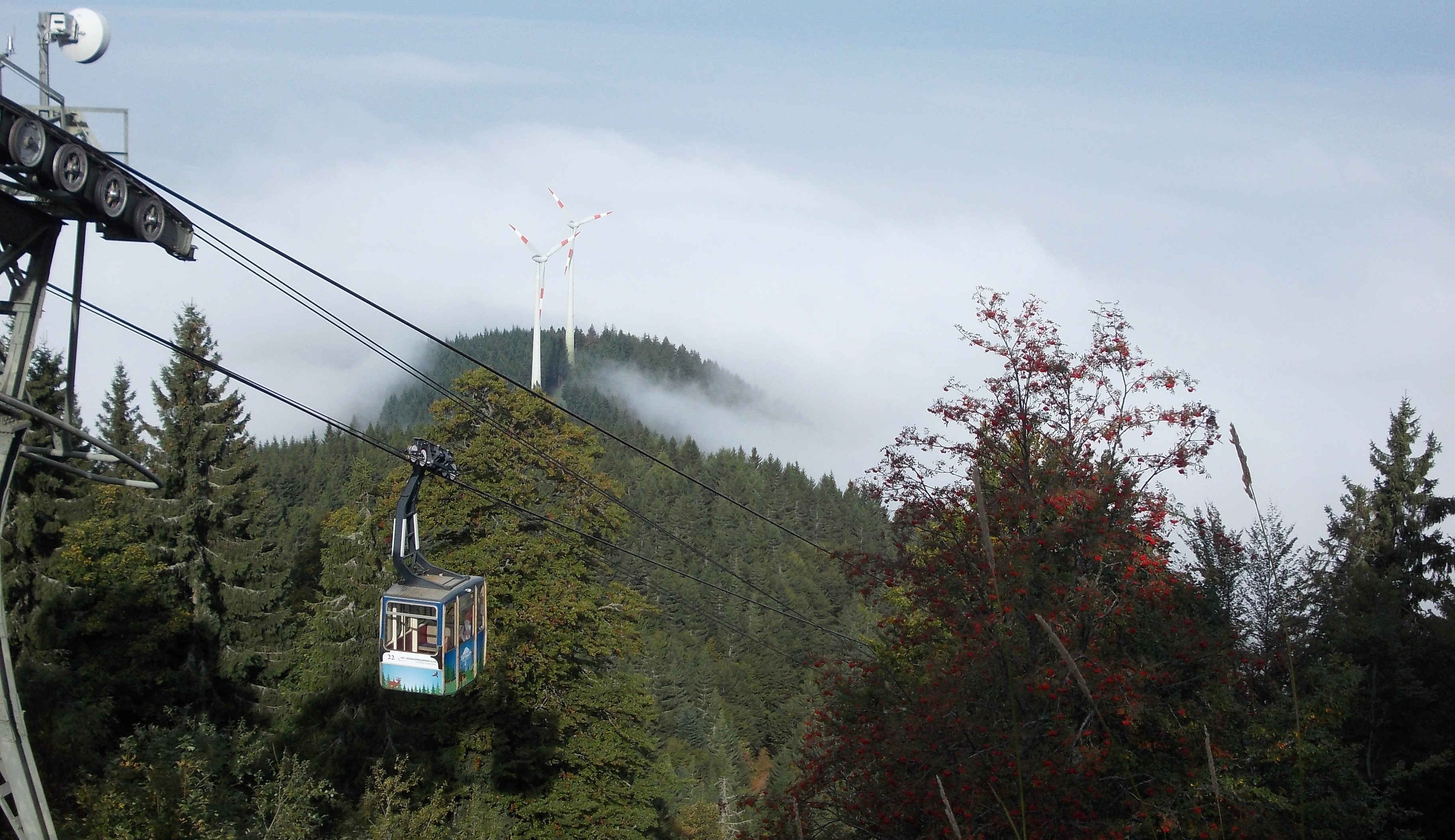
Шауїнсландбан

З Фрайбурга (станція в долині Горбен) до Шауїнсланду можна дістатися найдовшою в Німеччині канатною дорогою . 
Так званий Шауїнсландбан піднімається на висоту 746 м і має довжину 3600 м. 
37 кабін можуть перевозити до 700 осіб на годину, що становить близько 240 000 пасажирів на рік. 
Шауїнсландбан введено в експлуатацію в 1930 році як перша у світі канатна дорога за циркуляційним принципом.
До нижньої станції Шауїнсландбану можна дістатися на автобусі № 21 від кінцевої станції міського трамвая № 2 у Гюнтерсталі. 
Усі три лінії обслуговує Freiburger Verkehrs AG, міський транспортний оператор Фрайбурга. 

Взимку Шауїнсландбан можна використовувати як гірськолижний підйомник, коли дозволяють снігові умови. 
Приблизно за 300 м від автостоянки "Ротлаче" і під горішньою станцією починається гірськолижна траса. 
Горішня станція знаходиться за 8 км від станції в долині, що робить її найдовшою лижною трасою у Шварцвальді.